# Чжэнчжоуский метрополитен
Чжэнчжоуский метрополитен — метро в городе Чжэнчжоу, Китай. На всех станциях установлены платформенные раздвижные двери.

## История
Строительство начато в июне 2009 года. 28 декабря 2013 года открыли Первую линию. 2 октября 2019 года на линии 1 была введена первая среди метрополитенов КНР биометрическая система оплаты проезда через распознавание лиц.

## Пуск
Метро открыто 28 декабря 2013 года.

## Линии
- Первая (красная) — открыта 28 декабря 2013 года. Запад-восток. Длина 41,4 км, 30 станций.
- Вторая (желтая) — открыта 19 августа 2016. Север-юг. Длина 30,9 км, 22 станции.
- Третья (оранжевая) — открыта 26 декабря 2020. Северо/запад-юго/восток (ближе к юго/западу). Длина 25 км, 21 станция.[2]
- Четвертая (голубая) — открыта 26 декабря 2020. Северо-запад/юго-восток (ближе к северо-востоку). Длина 29,3 км, 27 станций.
- Пятая, кольцевая (зеленая) — открыта 20 мая 2019. Длина 40,4 км, 32 станции.
- Четырнадцатая линия (сиреневая) — открыта 19 сентября 2019. Север-юг. Длина 7,5 км, 6 станций.
- Аэропортовская линия (продолжение линии 2) — открыта 12 января 2017. Длина 31,7 км, 15 станций.

## Галерея

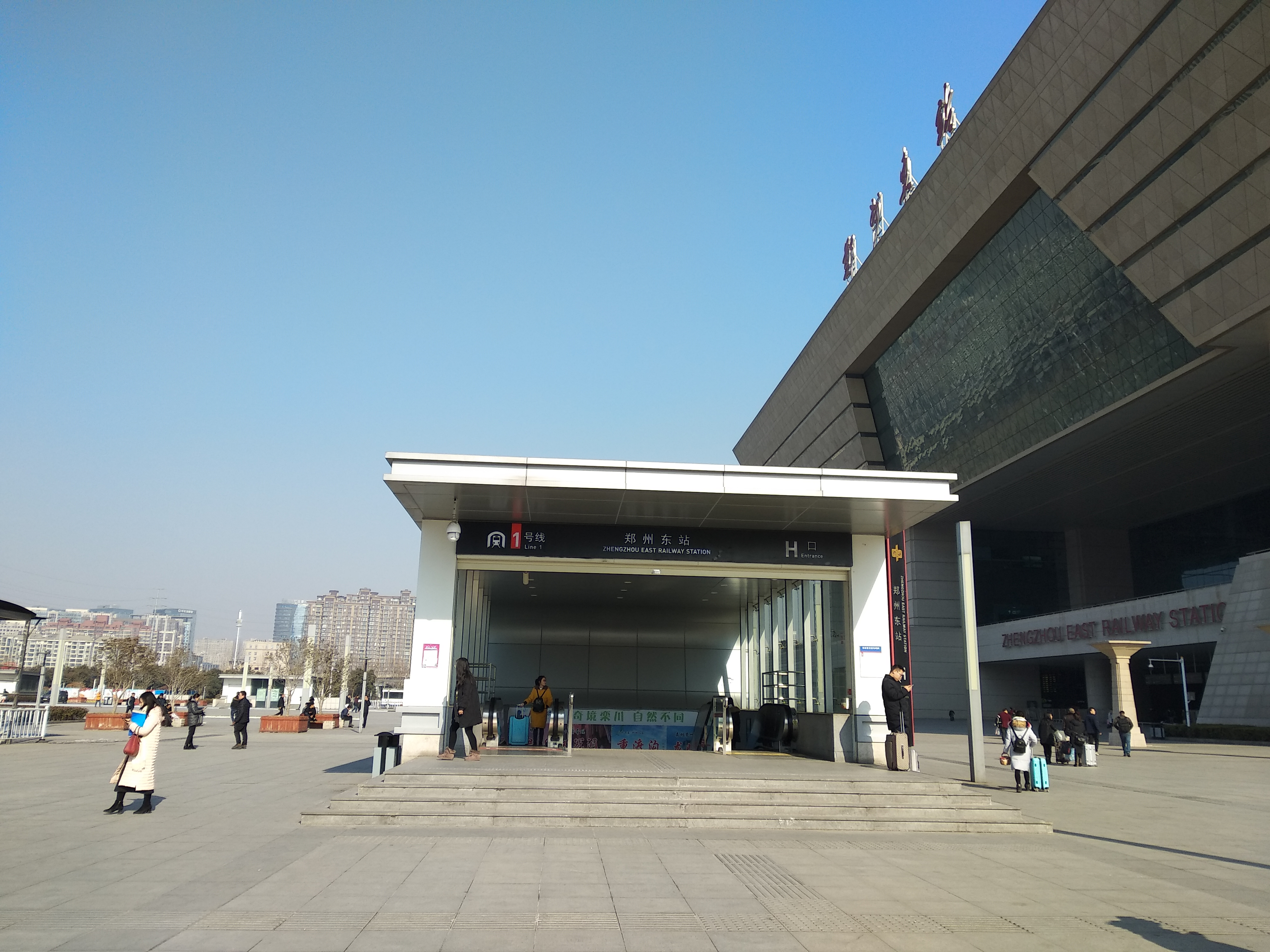
Вход на станцию Восточный вокзал (линия 1)
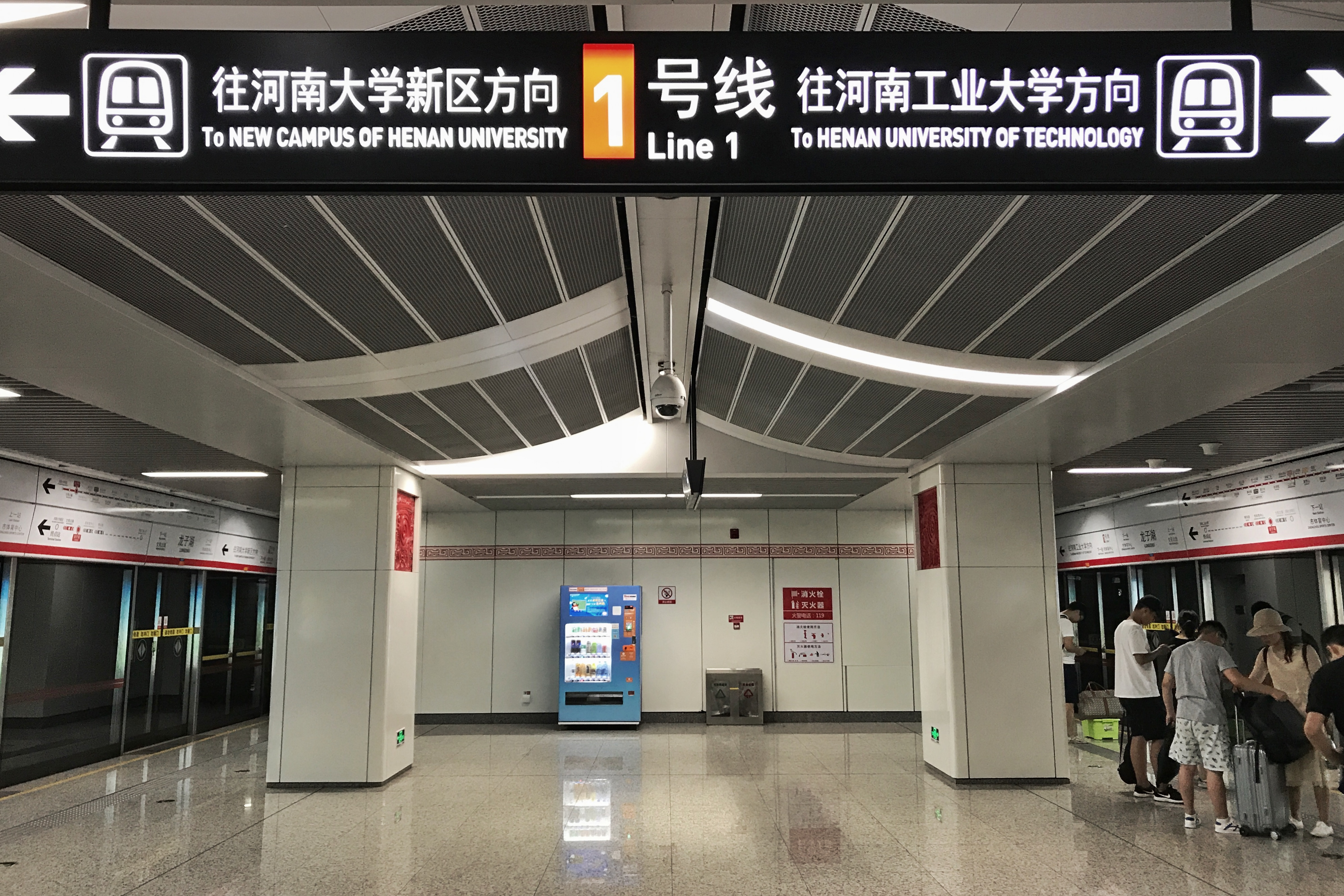
Станция Лунцзиху (линия 1)
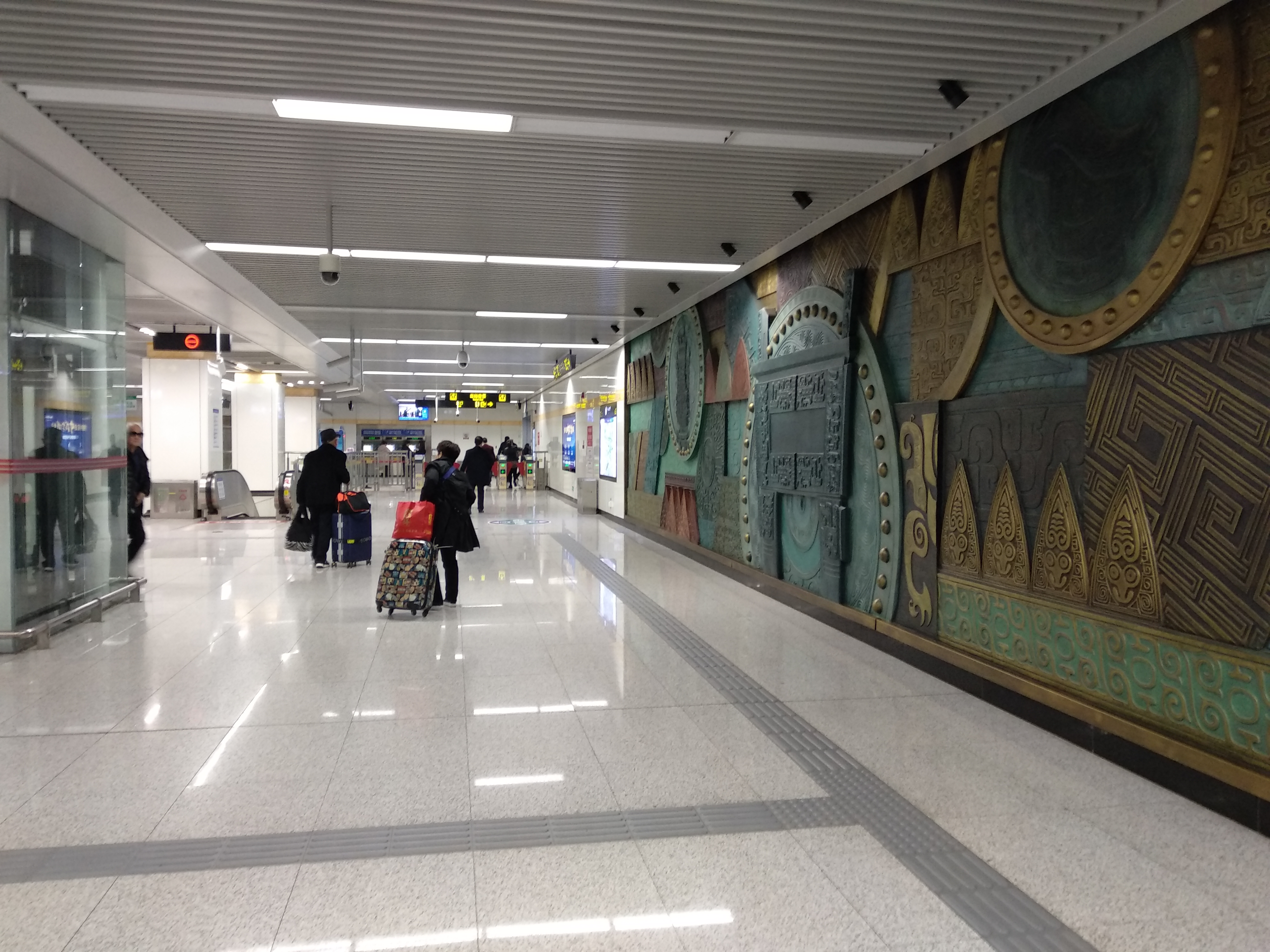
Станция Эрлиган (линия 2)
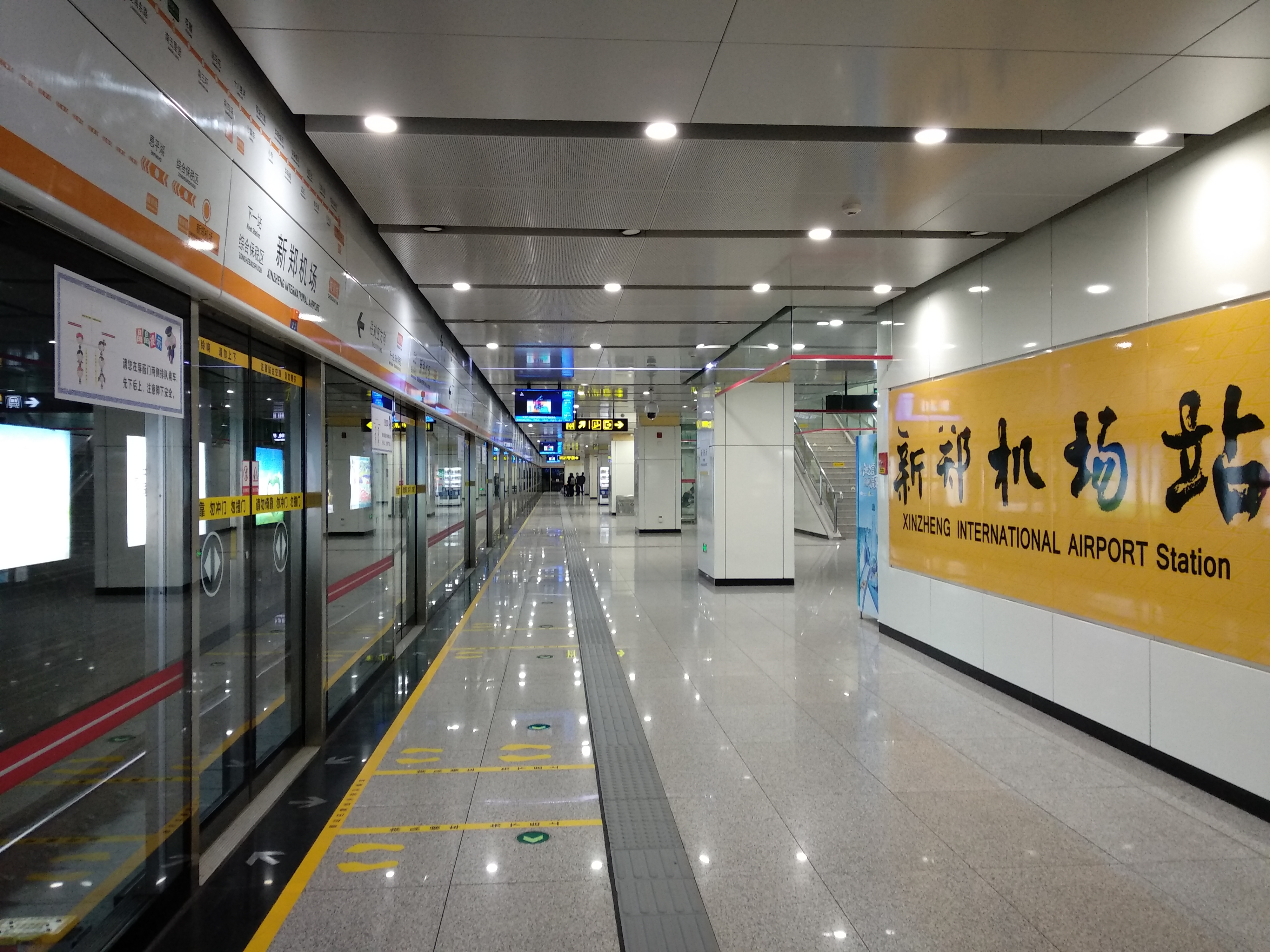
Станция Аэропорт Синьчжэн (линия 2 (Чэнцзяо))
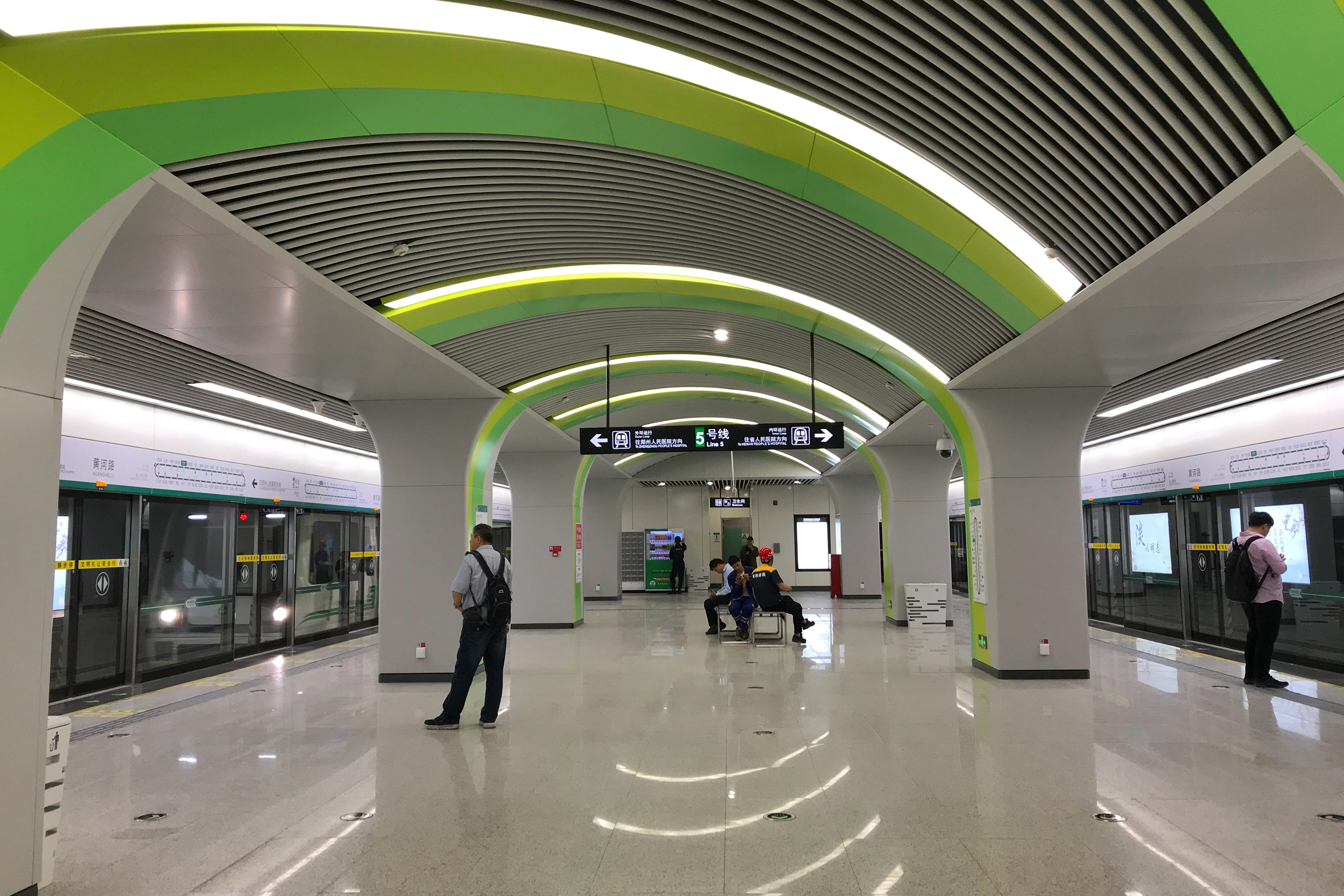
Станция Хуанхэлу (линия 5)